# Tegla Loroupe
Tegla Chepkite Loroupe (ur. 9 maja 1973) – kenijska lekkoatletka, biegaczka na długich dystansach.
Dwukrotna brązowa medalistka mistrzostw świata w biegu na 10 000 metrów (Göteborg 1995, Sewilla 1999). Trzykrotna mistrzyni świata w półmaratonie (1997, 1998 i 1999). 2-krotna rekordzistka świata w maratonie (2:20:47 w 1998 i 2:20:43 w 1999).
Trzykrotnie startowała na igrzyskach olimpijskich (Barcelona, Atlanta, Sydney), w żadnym ze startów nie wywalczyła medalu.
Aktualna rekordzistka świata w biegu na 25 000 m.